# Худжар, Питер
Питер Худжар (англ. Peter Hujar) 11 октября 1934, Трентон – 26 ноября 1987, Нью-Йорк) – американский фотограф.

## Биография
Сын бутлегера, по материнской линии – потомок выходцев с Украины. До 12 лет рос на ферме. Рано увлекся фотоискусством. Переехал в Нью-Йорк, где под влиянием фотографий Ричарда Аведона стал в 1960-х годах работать в модной индустрии, снимать для глянцевых журналов.
Умер от осложнений, связанных со СПИДом.

## Творчество
В 1970-х в чернобелых портретах, снимках обнаженной натуры, фотографиях животных, уличных сценах пришел к самостоятельной манере. Среди портретированных Худжаром в этот период – Сьюзен Зонтаг, Энди Уорхол и звезда его фильмов, транссексуал Кэнди Дарлинг, скульптор Пол Тхек, художник Дэвид Войнарович, спутник последних лет Худжара, через несколько лет сам умерший от СПИДа. Питер Худжар повлиял на творчество Нан Голдин и Роберта Мэплторпа.

## Образ в массовой культуре
Работа Худжара Кэнди Дарлинг на смертном ложе (1974), которую Артур Данто считал «одной из величайших  фотографий столетия», использована музыкальной группой Antony and the Johnsons в оформлении обложки их диска I Am a Bird Now (2005), получившего в том же году Mercury Prize.

## Каталоги выставок
- Portraits in life and death. Foreword by Susan Sontag. New York: Da Capo Press, 1976
- Peter Hujar: a retrospective. Zurich; New York: Scalo, 1994
- Peter Hujar: animals and nudes. Santa Fe: Twin Palms Publishers, 2002